# Арад (жудец)
Жуде́ц Ара́д (рум. Județul Arad) — румынский жудец в регионе Трансильвания (историческая область Кришана).

## География
Жудец Арад занимает площадь в 7754 км², что составляет 3,6 % от территории Румынии. Арад граничит с жудецом Бихор на севере и северо-востоке, с жудецом Алба на востоке, с жудецом Хунедоара на юго-востоке, с жудецом Тимиш на юге и с Венгрией на западе.Территорию жудеца Арад можно разделить на 2 географических региона: холмы и невысокие горы — на востоке и равнина — на западе. Каждый из них занимает примерно половину от площади Арада. Высота региона над уровнем моря меняется от 1489 м (на востоке) до 100 м (на западе).
Арад имеет типичный умеренный континентальный климат. Имеется влияние океана, представленное главным образом западными воздушными массами. Среднегодовая температура меняется от 10 °С (на равнинах) до 6-8 °С (в холмистых и гористых районах). Среднегодовой уровень осадков меняется от 565—600 мм (на равнинах) и 700—800 мм (в холмистой местности) до 800—1200 мм (в горах).
Основные реки — Марош и Кришул-Алб, речная сеть представлена их притоками.

## Население
В 2011 году население жудеца составляло 409 072 человека, плотность населения — 52,76 чел./км². По данным Национального института статистики, в 2016 году население жудеца составило 473 946 человек.
| Год  | Население |
| ---- | --------- |
| 1930 | 488 359   |
| 1948 | 476 207   |
| 1956 | 475 620   |
| 1966 | 481 248   |
| 1977 | 512 020   |
| 1992 | 487 617   |
| 2002 | 461 791   |
| 2011 | 409 072   |

## Административное деление
В жудеце находятся 1 муниципий, 9 городов и 68 коммун.

### Муниципии
- Арад (Arad)

### Города
- Кишинеу-Криш (Chişineu-Criş)
- Куртичи (Curtici)
- Инеу (Ineu)
- Липова (Lipova)
- Нэдлак (Nădlac)
- Печика (Pecica)
- Пынкота (Pâncota)
- Сынтана (Sântana)
- Себиш (Sebiş)

### Коммуны
| - Алмаш - Апатеу - Аркиш - Бата - Белиу - Биркиш - Боксиг - Бразий - Бутени - Бырзава | - Бырса - Винга - Владимиреску - Вэрэдия-де-Муреш - Вырфуриле - Грэничери - Гурахонц - Гьорок - Дезна - Доробанти | - Дьеч - Зеринд - Зиманду-Ноу - Зэбрани - Зэдэрени - Зэранд - Игнешти - Иратоцу - Кермей - Кисиндия | - Ковэсынц - Коноп - Крайва - Кэранд - Ливада - Мача - Мишка - Моняса - Олари - Перегу-Маре | - Петриш - Пилу - Плешкуца - Пэулиш - Секусиджу - Селеуш - Семлак - Синтя-Маре - Сокодор - Сэвыршин | - Тауц - Тырнова - Усусэу - Фелнак - Фрумушени - Фынтынеле - Хэлмэджел - Хэлмаджу - Хэшмаш - Шагу | - Шейтин - Шепреуш - Шикула - Шилиндия - Шиманд - Ширия - Шиштаровэц - Шофроня |